# Symmachia pardalis
Espèce
Symmachia pardalis est un insecte lépidoptère appartenant à la famille  des Riodinidae et au genre Symmachia.

## Taxonomie
Symmachia pardalis a été décrit par William Chapman Hewitson en 1867.
Symmachia pardalis dont on ne connait que des femelles pourrait avoir pour mâle Symmachia fulvicauda dont on ne connait que des mâles.

## Description
Symmachia pardalis est un papillon ocre orné de marron aux ailes antérieures à bord costal bossu et apex anguleux. Le dessus  et le revers sont de couleur ocre et ornés d'une ligne submarginale de chevrons marron et de damiers marron.

## Écologie et distribution
Symmachia pardalis est présent au Brésil et en Guyane,.

### Biotope
Symmachia pardalis a été trouvé au Brésil sur des fleurs de Cordia schomburgkii.

### Protection
Pas de statut de protection particulier.